# Nabatäische Kunst

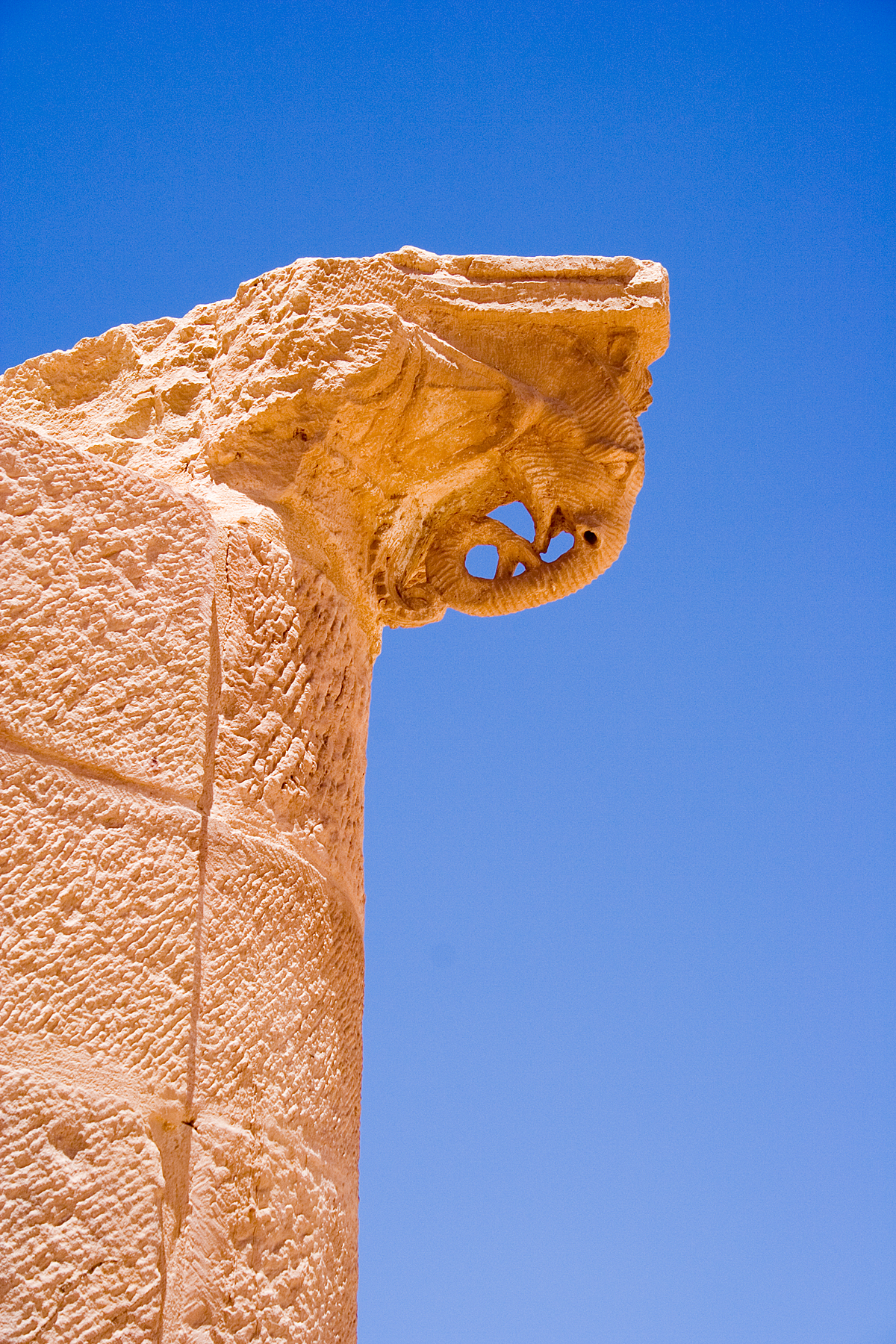
Elefantenkopf eines Tempels in Petra

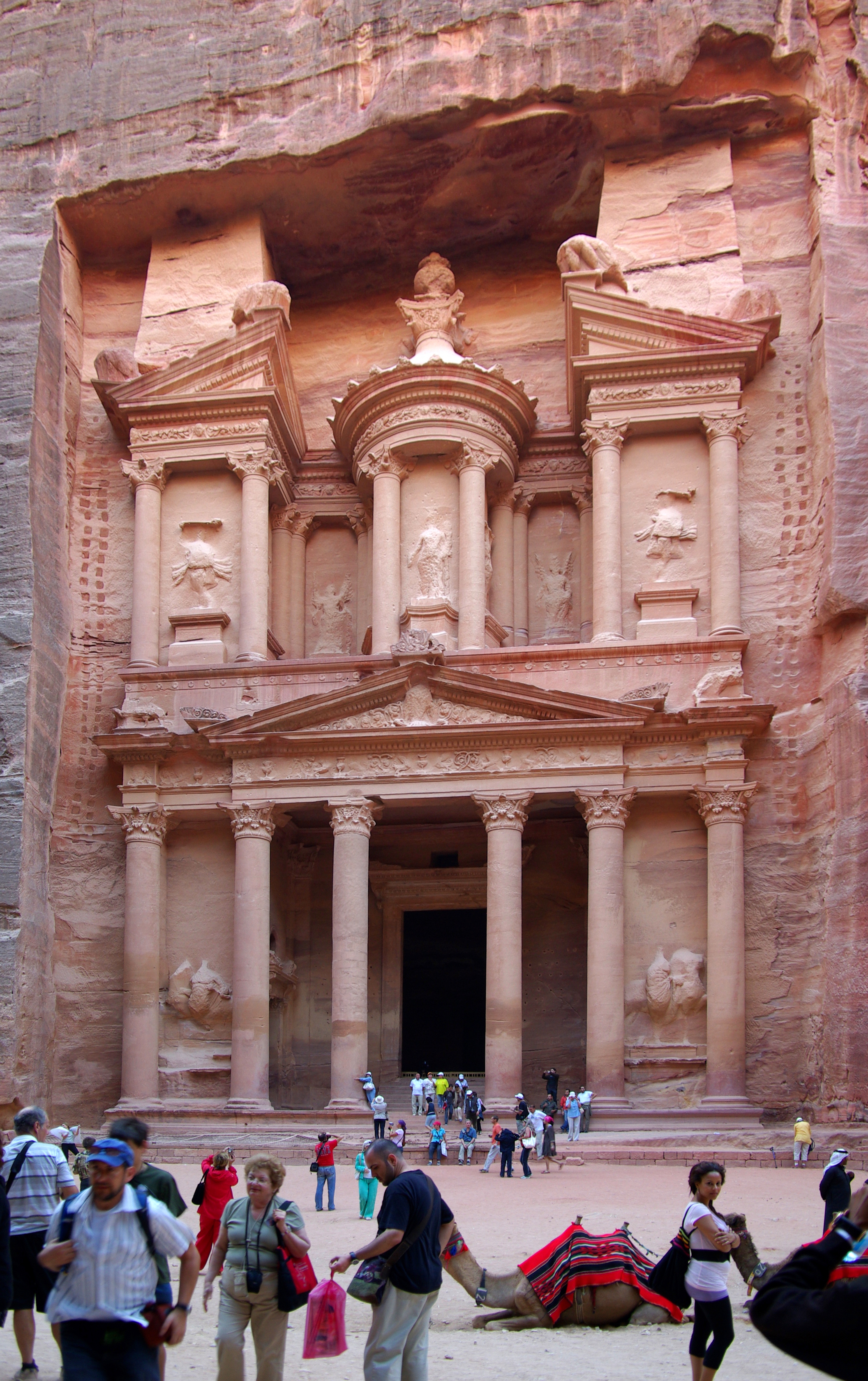
Khazne al-Firaun in Petra

Die Nabatäische Kunst entstand in der Antike unter den Nabatäern, einem Verbund von Nomadenstämmen in Nordwest-Arabien (heute v. a. Jordanien und Saudi-Arabien).

## Kunst und Architektur
Viele Überreste der nabatäischen Kultur befinden sich bis heute z. T. unter römischen Ruinen bzw. in ehemaligen Städten und Tempeln, die von Sand und Löss bedeckt sind, wobei die Tempel teilweise abseits der Städte zu finden sind. Diese sind bisher nur teilweise durch Ausgrabungen zu Tage gefördert worden.
Alle bisher freigelegten Tempel verfügten über einen Hof (Temenos), der meist mit umlaufenden Säulengängen eingefasst war. Auf drei Seiten der Wände befanden sich Bänke. Der quadratische Grundriss der nabatäischen Tempel verrät iranische Einflüsse auf die nabatäische Kunst.
Das nabatäische Kapitell hatte ursprünglich glatte Bossen und vorgezogene „Hörner“ an allen Ecken. Alle Wände wurden in sorgfältig bearbeitetem Quadermauerwerk errichtet.
Beispiele für die Kunst der Nabatäer fanden sich in den Tempelruinen von Petra, Iram, Khirbet el-Tannur, Shia, und bei anderen Heiligtümern, die meist zurzeit um Christi Geburt errichtet wurden. Darüber hinaus geben Hunderte von Felsengräbern, deren Fassaden aus dem Sandstein herausgehauen wurden, einen Eindruck von nabatäischer Kunst. Die Zinnen- und Stufengräber von Mada'in Salih werden durch ein hohes Tor dominiert, das zwischen Pfeilern einen Großteil der Fassade ausmacht. In Petra, das westlich orientiert war, wurden die Tempelgräber ab dem 1. Jahrhundert v. Chr. im hellenistisch-römischen Stil errichtet (Grabanlage Khazne al-Firaun). Dies führte dazu, dass Archäologen und Kunsthistoriker die nabatäische Kunst auch als Plagiat der römischen und griechischen Kunst werteten. Erst später wurde anerkannt, dass es ein besonderes Merkmal der Künstler des antiken Petra war, aus den hellenisch-römischen Einflüssen eine eigenständige Kunstform zu schaffen, die heute als nabatäischer Stil bezeichnet wird.
Dagegen stehen die Götterbilder des Heiligtums von Khirbet et-Tannur in der Frontalität und Bildschema der parthischen Kunst Hatras und Palmyras nahe. Auch das Relief des Duschara-Tempel in Si’a zeigt deutlich den Einfluss der parthischen Kunst.